# Sobor (shromáždění)
Sobor (rusky собо́р) je ruský výraz označující shromáždění nebo sněm. V ruském prostředí zpravidla označuje shromáždění (radu) biskupů a dalších představitelů pravoslavné církve, duchovních a laiků. 
Sobor se obvykle svolával k projednávání a rozhodování záležitostí ve věcech víry, morálky a liturgických obřadů.
Sobor je jiná instituce než synod, který je tvořen pouze biskupy. Existují různé typy soborů, od ekumenického soboru (vselenskyj sobor), přes regionální, provinční , eparchiální a menší (soborčik). 

## Výraz
Tento původně církevněslovanský termín se v ruském prostředí užívá také pro větší kostel či katedrálu.
Sobor by se neměl zaměňovat se Zemským soborem, což byl v 16. a 17. století koncil či sněm složený ze zástupců ruských biskupů, bojarů a měšťanstva svolávaný carem.